# DASADA
『DASADA』（ダサダ）は、2020年1月16日（15日深夜）から3月19日（18日深夜）まで日本テレビで放送された日向坂46が主演したテレビドラマおよびそれをメインとしたメディアミックス作品である。

## 概要
日向坂46では初めてとなるテレビドラマ番組。撮影は放送前年の2019年夏に行われた。
第2話以降は動画配信サービスHuluによる配信が放送に先行して公開された。Huluでは、撮影の裏話を聞くコーナーと「DASADAデザイナークイーン決定戦」からなる毎回約10分の『DASADA〜もうひとつの教室〜』全10回がHuluのオリジナル番組としてドラマ本編と共に配信されている。
2020年5月22日に本編と特典映像からなるBlu-ray DiscとDVDが発売された。
2020年7月2日（1日深夜）からは副音声を新録した各回とスペシャルトーク放送の最終回からなる特別版『DASADA〜未来へのカウントダウン〜』を全11回で放送した。
また「DASADA」はドラマから派生したファッションブランドとしても展開していて、2020年1月11日の『SDGs推進 TGC しずおか 2020 by TOKYO GIRLS COLLECTION』を皮切りに、同年の東京ガールズコレクションに3度出展。さらに『日向坂46×DASADA』として日向坂46のライブとメンバーによるDASADAのファッションショーの両方を楽しめるイベントも2度開催している。他に、DASADAのアイテムや日向坂46メンバー考案の商品などを販売する期間限定のポップアップストアをSHIBUYA109などで出展。終了後もECサイトなどで随時新作商品を販売している。

## あらすじ
級友たちから顔はカワイイがセンスはダサいと思われている私立マロニエ女学院の2年生佐田ゆりあ（演 - 小坂菜緒）は、実家の佐田洋裁店の1000万円の負債を半年間で返済しなければ店を奪われてしまうことを知り、なんとか短期間で大金を稼ぐ方法がないかと悩む。そんなとき同級生の篠原沙織（演 - 渡邉美穂）のデザイン画を目にしたことがきっかけで、負債の返済のためにファッションブランド「DASADA」の立ち上げを決意し、沙織に提案する。
同じ目標に向かって、さまざまな困難に力を合わせて立ち向かっていく仲間たち。学園を舞台として青春が繰り広げられていく。

## キャスト

### マロニエ女学院
佐田ゆりあ
演 - 小坂菜緒
2年生。クラスの中心人物。実家は佐田洋裁店。
篠原沙織
演 - 渡邉美穂
2年生。クラスの空気的存在。FACTORYのファン。
小笠原真琴
演 - 齊藤京子
3年生。バレーボール部部長。せれなとは幼馴染。
高頭せれな
演 - 加藤史帆
3年生。読者モデル「せれな～で」として活動中。真琴とは幼馴染。
岡田いちご
演 - 佐々木美玲
2年生。とろろの妹。
立花ゆりこ
演 - 佐々木久美
2年生。ゆりあの親友。メイクが好き。
畑屋菜々緒
演 - 富田鈴花
2年生。ゆりあの親友。実家が理髪店。
荻原みき
演 - 潮紗理菜
3年生。白鳥学園に彼氏がいる。せれなと仲が良い。
春澤くるみ
演 - 丹生明里
3年生。白鳥学園に彼氏がいる。せれなと仲が良い。
古岡五月
演 - 金村美玖
1年生。すみれの親友。
五反田すみれ
演 - 上村ひなの
1年生。五月の親友。ゆりあを「顔推し」している。
直島正子
演 - 宮田愛萌
2年生（B組）。バレーボール部。真琴に憧れている。
中池先生
演 - 坪倉由幸（我が家）
2年A組の担任。数学担当。

### 芸能人

#### FACTORY
ぐいのみ
演 - 東村芽依
FACTORYメンバー。グループ最年少。ダンスが得意。
おちょこ
演 - 松田好花
FACTORYリーダー。地下アイドル出身。
トックリン
演 - 河田陽菜
FACTORYメンバー。グループ最年長。作詞が得意。

#### その他芸能人
マホぽよ
演 - 高本彩花
キャンティーン専属モデル。
岡田とろろ
演 - 井口眞緒
グラビアアイドル。いちごの姉。生活のため中華料理屋でバイトもしている。

### その他
キラリ
演 - 高瀬愛奈
FACTORYのファン。沙織の知り合い。
ゆりあのパパ
演 - 長谷川朝晴
佐田洋裁店の店主。
ゆりあのママ
演 - 池端レイナ
丑岡
演 - 野間口徹
借金取り。沙織の父。
寅田
演 - 森谷勇太
丑岡の子分。
沙織の母
演 - 神田うの
ボンディ
演 - エゼマタ健太チャールズ
中華料理屋「七龍」の岡持ち。とろろのファン。ゆりあの家族とも親しい。

## スタッフ
- 企画・原作：秋元康[1]
- 監督：河合勇人[17]、西村了[17]
- 脚本：吉田恵里香[17]
- 主題歌：日向坂46「青春の馬」（ソニー・ミュージックレーベルズ）[18]
- 挿入歌 : FACTORY「ナゼー」（ソニー・ミュージックレーベルズ）[18]
- 製作：南波昌人[17]、高谷和男[17]
- プロデュース：植野浩之[17]
- プロデューサー：山王丸和恵[17]、水田貴久[17]、伊藤裕史（AXON）[17]
- コンテンツプロデューサー：横山祐子[17]
- 制作プロダクション：AXON[17]
- 企画制作：日本テレビ[17]
- 製作著作：「DASADA」製作委員会[17]

## 放送・配信期間
テレビ放送
| 放映期間                | 放送曜日・放送時間               | 放送局             | 放送地域   | 系列           | 備考            |
| ----------------------- | -------------------------------- | ------------------ | ---------- | -------------- | --------------- |
| 2020年1月16日 - 3月19日 | 木曜日 0:59 - 1:29（水曜日深夜） | 日本テレビ（NTV）  | 関東広域圏 | 日本テレビ系列 | 制作局          |
| 2020年4月27日 - 6月30日 | 火曜日 1:00 - 1:30（月曜日深夜） | 宮崎放送（mrt）    | 宮崎県     | TBS系列        | [ 19 ]          |
| 2020年5月5日 - 7月8日   | 水曜日 1:29 - 1:59（火曜日深夜） | 福岡放送（FBS）    | 福岡県     | 日本テレビ系列 | [ 20 ]          |
| 2020年5月5日 - 7月8日   | 水曜日 1:24 - 1:54（火曜日深夜） | 中京テレビ（CTV）  | 中京広域圏 | 日本テレビ系列 | [ 21 ]          |
| 2020年5月8日 - 6月5日   | 金曜日 1:29 - 2:29（木曜日深夜） | テレビ新潟（TeNY） | 新潟県     | 日本テレビ系列 | [ 22 ] [ 注 2 ] |

ネット配信
| 配信期間        | 更新日時           | 配信元 | 備考     |
| --------------- | ------------------ | ------ | -------- |
| 2020年1月16日 - | 地上波放送終了直後 | Hulu   | [ 注 3 ] |

## 放送・配信日程
| 話数              | 放送日  | 配信日  | サブタイトル | 脚注   | DASADA〜もうひとつの教室〜 | DASADA〜もうひとつの教室〜                       |
| 話数              | 放送日  | 配信日  | サブタイトル | 脚注   | MC                         | メンバー                                         |
| ----------------- | ------- | ------- | ------------ | ------ | -------------------------- | ------------------------------------------------ |
| 第1話             | 1月16日 | 1月16日 | 出会い       | [ 23 ] | - 佐々木久美 - 佐々木美玲  | 小坂菜緒、渡邉美穂、富田鈴花                     |
| 第2話             | 1月23日 | 1月16日 | 始まり       | [ 24 ] | - 佐々木久美 - 佐々木美玲  | 潮紗理菜、金村美玖、上村ひなの                   |
| 第3話             | 1月30日 | 1月23日 | 偽り         | [ 25 ] | - 佐々木久美 - 佐々木美玲  | 加藤史帆、丹生明里、高本彩花、井口眞緒           |
| 第4話             | 2月6日  | 1月30日 | 優しさ       | [ 26 ] | - 佐々木久美 - 佐々木美玲  | 齊藤京子、宮田愛萌、高瀬愛奈                     |
| 第5話             | 2月13日 | 2月6日  | 裏切り       | [ 27 ] | - 佐々木久美 - 佐々木美玲  | 東村芽依、松田好花、河田陽菜                     |
| 第6話             | 2月20日 | 2月13日 | 亀裂         | [ 28 ] | - 佐々木久美 - 佐々木美玲  | 小坂菜緒、潮紗理菜、金村美玖、井口眞緒           |
| 第7話             | 2月27日 | 2月20日 | 友だち       | [ 29 ] | - 佐々木久美 - 佐々木美玲  | 渡邉美穂、齊藤京子、河田陽菜、高本彩花           |
| 第8話             | 3月5日  | 2月27日 | 思惑         | [ 30 ] | - 佐々木久美 - 佐々木美玲  | 加藤史帆、富田鈴花、上村ひなの、宮田愛萌         |
| 第9話             | 3月12日 | 3月5日  | 別れ         | [ 31 ] | - 佐々木久美 - 佐々木美玲  | 丹生明里、東村芽依、松田好花、高瀬愛奈           |
| - 第10話 - 最終話 | 3月19日 | 3月12日 | 必然         | [ 32 ] | - 佐々木久美 - 佐々木美玲  | 小坂菜緒、渡邉美穂、齊藤京子、加藤史帆、富田鈴花 |

## DASADA〜未来へのカウントダウン〜
『DASADA 〜未来へのカウントダウン〜』（ダサダ みらいへのカウントダウン）は、2020年7月2日（1日深夜）から9月10日（9日深夜）まで毎週木曜0時59分 - 1時29分（水曜深夜）に日本テレビで放送されたテレビドラマ番組である。約半年前に放送された『DASADA』各回に副音声を新録した10話に加えてドラマの名場面やイベント「日向坂46×DASADA」などを振り返ったスペシャルトーク放送の最終回からなる特別版『DASADA〜未来へのカウントダウン〜』が全11回で放送された。

### 放送期間
テレビ放送
| 放映期間               | 放送曜日・放送時間               | 放送局            | 放送地域   | 系列           | 備考   |
| ---------------------- | -------------------------------- | ----------------- | ---------- | -------------- | ------ |
| 2020年7月2日 - 9月10日 | 木曜日 0:59 - 1:29（水曜日深夜） | 日本テレビ（NTV） | 関東広域圏 | 日本テレビ系列 | 制作局 |
| 2021年1月9日 - 3月20日 | 土曜日 1:59 - 2:29（金曜日深夜） | 北日本放送（KNB） | 富山県     | 日本テレビ系列 |        |

### 放送日程
| 話数   | 放送日  | 配信日   | 副音声               | 脚注                 |
| ------ | ------- | -------- | -------------------- | -------------------- |
| 第1話  | 7月2日  | （なし） | 佐々木久美、小坂菜緒 | 第1話の再放送        |
| 第2話  | 7月9日  | （なし） | 高瀬愛奈、渡邉美穂   | 第2話の再放送        |
| 第3話  | 7月16日 | （なし） | 上村ひなの、丹生明里 | 第3話の再放送        |
| 第4話  | 7月23日 | （なし） | 宮田愛萌、齊藤京子   | 第4話の再放送        |
| 第5話  | 7月30日 | （なし） | 富田鈴花、潮紗理菜   | 第5話の再放送        |
| 第6話  | 8月6日  | （なし） | 加藤史帆、金村美玖   | 第6話の再放送        |
| 第7話  | 8月13日 | （なし） | 高本彩花、佐々木美玲 | 第7話の再放送        |
| 第8話  | 8月20日 | （なし） | 齊藤京子、東村芽依   | 第8話の再放送        |
| 第9話  | 8月27日 | （なし） | 河田陽菜、松田好花   | 第9話の再放送        |
| 第10話 | 9月3日  | （なし） | 小坂菜緒、渡邉美穂   | 第10話の再放送       |
| 第11話 | 9月10日 | 未定     | （なし）             | スペシャルトーク放送 |

## 関連商品

### Blu-ray・DVD
| リリース日    | タイトル           | レーベル | 規格品番   | 封入特典               | 映像                                                                   |
| ------------- | ------------------ | -------- | ---------- | ---------------------- | ---------------------------------------------------------------------- |
| 2020年5月22日 | DASADA DVD-BOX     | vap      | VPBX-14015 | スペシャルブックレット | 本編Disc4枚+特典Disc2枚 メイキング映像＋未公開映像＋番組オリジナルPV等 |
| 2020年5月22日 | DASADA Blu-ray BOX | vap      | VPXX-71807 | スペシャルブックレット | 本編Disc4枚+特典Disc2枚 メイキング映像＋未公開映像＋番組オリジナルPV等 |

## イベント

### 関連イベント
- 日向坂46×DASADA
  - 日向坂46×DASADA LIVE & FASHION SHOW（2020年2月4日 - 5日、横浜アリーナ）[59]
  - 日向坂46×DASADA Fall & Winter Collection（2020年10月15日）[注 5][62][63]

### 出展ステージ
- 東京ガールズコレクション
  - SDGs推進 TGC しずおか 2020 by TOKYO GIRLS COLLECTION（2020年1月11日、ツインメッセ静岡）- DASADA[8]、ライブ[64]。
  - 第30回 マイナビ 東京ガールズコレクション 2020 SPRING/SUMMER（2020年2月29日、国立代々木競技場第一体育館）- DASADA[9]。
  - 第31回 マイナビ 東京ガールズコレクション 2020 AUTUMN/WINTER ONLINE（2020年9月5日、さいたまスーパーアリーナ）- DASADA[10]。
  - 第32回 マイナビ 東京ガールズコレクション 2021 SPRING/SUMMER（2021年2月28日、国立代々木競技場第一体育館）- DASADA[65][注 6][注 7]。

## 期間限定ショップ
- 日向坂46×DASADA[66]
  - SHIBUYA109（2020年3月1日 - 25日）
  - 名古屋Central Park（2020年3月6日 - 15日）
- DASADA SHOP[12]
  - 原宿キャットストリート（2020年10月3日 - 25日）